# Lincoln County (Oregon)
Lincoln County je okres amerického státu Oregon založený v roce 1893. Správním střediskem je město Newport. V okrese žije 45 933 obyvatel (2010).